# Mōri Terumoto
Mōri Terumoto (毛利 輝元?   22 de enero de 1553 – 27 de abril de 1625) fue un general samurái, hijo de Mōri Takamoto  y nieto y sucesor del gran caudillo Mōri Motonari, luchó contra Oda Nobunaga, pero finalmente fue vencido. Participó en la Campaña de Corea de Toyotomi Hideyoshi (1592) y construyó el Castillo de Hiroshima, fundando así la ciudad. 

## Biografía
Mōri Terumoto nació como 'Kotsumaru' en 1553.  como el hijo mayor de Mōri Takamoto en el Castillo Aki Yoshida Koriyama, la residencia del clan Mōri.  Su madre, Ozaki no Tsubone, era hija de Naito Okimori, un vasallo principal del clan Ouchi y Nagato Shugodai, y también era hija adoptiva de Ouchi Yoshitaka.  Desde mayo de 1554 hasta octubre de 1555, el clan Mōri derrotó a Sue Harukata en la Batalla de Itsukushima. Después de eso, el clan Mōri aniquiló a los clanes Ouchi y Sue. Por lo tanto, su padre, Takamoto, estaba constantemente en el campo de batalla y nunca se estableció con Terumoto.
Cuando su padre, Mōri Takamoto, murió repentinamente en 1563, Terumoto fue elegido como su heredero.  pero su abuelo, Motonari, se convirtió en su supervisor y quien realmente llevó a cabo los asuntos políticos y militares del clan Mōri.
En 1564, en lo que parece haber sido una ceremonia de adultez temprana, Kotsumaru tomó el nombre de Terumoto (Teru proviene del shogun Ashikaga Yoshiteru) y asumió el mando.
En 1566, el rival tradicional de los Mōri, el clan Amago , fue destruido, y Motonari dejó instrucciones para que el clan se conformara con lo que tenía y renunciara a cualquier aventura expansionista.  En mayor o menor medida, Terumoto siguió las instrucciones de su difunto abuelo. Salvo algunas escaramuzas en Kyushu y una penetración gradual más al este, los primeros años del gobierno de Terumoto transcurrieron con tranquilidad.
En 1569, en octubre, Ōuchi Teruhiro, un remanente del antiguo señor del clan Ōuchi, invadió la provincia de Suō con refuerzos del clan Ōtomo, interrumpiendo el control del territorio del clan Mōri.  Para hacer frente a la invasión de los remanentes del clan Ouchi liderados por Teruhiro, el clan Mōri retiró sus tropas desplegadas en Kyushu y derrotó a Teruhiro y los remanentes del clan Ouchi ese mismo mes. Sin embargo, esta rebelión de Ouchi Teruhiro puso a Takahashi Akitane en la provincia de Chikuzen en desventaja, y se vio obligado a rendirse al año siguiente, a pesar de que había prometido en el compromiso conjunto firmado por Terumoto, Motonari, Motoharu y Takakage que "el clan Mōri no abandonaría a Akitane".  El clan Mōri perdió su influencia en la provincia de Chikuzen y también perdió sus bases en la provincia de Buzen, dejando solo unos pocos castillos como el castillo de Moji, y la influencia del clan Mōri en Kitakyushu se debilitó enormemente.
Más tarde, en 1570, Mōri Terumoto junto con sus generales ' Kobayakawa Takakage ' y Kikkawa Motoharu derrotaron a Amago Katsuhisa en la Batalla de Fubeyama o Batalla de Nunobeyama, y obligaron a Amago Katsuhisa a huir a la isla de Oki. Después de que Terumoto sofocó la rebelión liderada por Ouchi Teruhiro, partió con un gran ejército desde el Castillo Yoshida Koriyama junto con Motoharu y Takakage para derrotar a los restos de las fuerzas del clan Amago.
Cuando Motonari murió en 1571, Terumoto heredó un enorme reino que se extendía desde Buzen en Kyushu hasta las fronteras de Harima y Bizen, una poderosa armada (en ese momento la mejor de Japón) y el apoyo de dos talentosos tíos Kobayakawa Takakage y Kikkawa Motoharu.

### Conflicto con Nobunaga
Al inicio de su carrera peleó para Oda Nobunaga, pero después de la muerte de este durante el «Incidente de Honnōji», sirvió bajo las órdenes de Toyotomi Hideyoshi, por lo que participó en la campaña de pacificación de Kyūshū de 1587, así como en las invasiones japonesas a Corea. 
Mōri Motonari dejó un testamento que decía: "No hay necesidad de una mayor expansión territorial. No debemos enredarnos en conflictos centrales".  Sin embargo, el conflicto con Oda Nobunaga, que buscaba expandir su dominio, comenzó tres años después de la muerte de Motonari. 
En diciembre de 1573, Nobunaga reconoció a Uragami Munekage, figura clave de las fuerzas anti-Mōri, con el control de Bizen, Mimasaka y Harima. Esta decisión provocó la resistencia de figuras locales influyentes como Bessho y Kodera. Cuando el vasallo de Munekage, Ukita Naoie, aprovechó la situación e inició una rebelión, los Mōri lo apoyaron.
Además, el clan Mōri intervino en la Guerra de Ishiyama Hongan-ji y gradualmente intensificó su enfrentamiento con Nobunaga.
Terumoto recurrió a la aclamada armada Môri. En 1576, durante la Primera Batalla de Kizugawaguchi, el almirante de Nobunaga, Kuki Yoshitaka , había cortado las rutas marítimas del Honganji y lo había bloqueado frente a la costa. Terumoto ordenó a su flota, comandada por Murakami Takeyoshi, que se dirigiera a las aguas de Settsu y, una vez allí, la armada infligió una vergonzosa derrota a Kuki y abrió las vías de suministro del Honganji.
En 1577, Hideyoshi capturó el castillo de Kōzuki en Harima y se lo entregó a Amago Katsuhisa, quien, con el apoyo del famoso Yamanaka Shikanosuke , esperaba restaurar el poder del extinto clan Amago en Izumo. Quizás impulsado por el simple nombre del nuevo defensor de Kozuki, más que por cualquier otra cosa. En 1578, Terumoto envió a sus tíos a sitiar el castillo de Kōzuki. Así lo hicieron, y tanto Katsuhisa como Shikanosuke fueron asesinados.
Más tarde, en 1578, en la Segunda Batalla de Kizugawaguchi, Kûki Yoshitaka derrotó a Takeyoshi y expulsó a los Mōri. Un nuevo intento de los Mōri de romper el bloqueo al año siguiente fue rechazado, y en 1580 Honganji se rindió. 
Tras la rendición de Hongan-ji, Nobunaga pudo concentrarse en Mōri y envió dos contingentes considerables hacia el oeste, a la región de Chugoku. Hashiba Hideyoshi marcharía a lo largo de la parte sur del brazo (Sanyodo), mientras que Akechi Mitsuhide avanzaría hacia las provincias superiores (Sanindo). 
Para entonces, Ukita Naoie ya había desertado al clan Oda, y el clan Mōri se encontraba en una situación militar difícil.
Para 1582 una derrota Mōri parecía inevitable. Hideyoshi había forzado su camino hacia la provincia de Bitchu y había sitiado el Castillo de Takamatsu. Shimizu Muneharu (un antiguo vasallo de Mimura) defendió Takamatsu con firmeza, pero su pérdida prácticamente abriría el camino hacia Bingo y Aki, la patria Mōri. Hideyoshi sabía que Takamatsu sería un hueso duro de roer y que las grandes pérdidas solo beneficiarían a los Mōri, por lo que recurrió a una estratagema. Desviando las aguas de un río cercano, inundó los terrenos del castillo, convirtiendo Takamatsu en una isla empapada. Para entonces, Terumoto había traído una fuerza de socorro, pero dudó en atacar directamente a Hideyoshi. Shimizu, por su parte, respondió a una oferta de Hideyoshi que perdonaría las vidas de sus hombres y se suicidó después de ordenarles que se rindieran. 

### Servicio bajo el mando de Hideyoshi
Tras la muerte de Nobunaga en el Incidente de Honnoji en 1582, y probablemente muy aliviado por la evidente generosidad de Hideyoshi, Terumoto accedió a hacer la paz y permitir que Hideyoshi regresara rápidamente a casa y derrotara a Akechi Mitsuhide antes de que nadie se diera cuenta. Por frustrados que estuvieran los Mōri por descubrir la verdad, no rompieron la tregua y, con el tiempo, se convirtieron en los más allegados de Hideyoshi. 
En 1583 se convirtió en vasallo de Toyotomi Hideyoshi. Terumoto envió a los «Dos Ríos» (Kobayakawa y Kikkawa) para liderar tropas para Hideyoshi en su Invasión de Shikoku (1585)  y la Campaña de Kyushu (1587). Envió barcos para ayudar a Hideyoshi en su reducción de los Hojo en el Asedio de Odawara (1590).
Cuando Hideyoshi invadió Corea en 1592, el propio Terumoto lideró la "7ma División" con 30.000 tropas allí, aunque gran parte de su tiempo parece haber transcurrido luchando contra los partisanos coreanos en la provincia de Gyeongsang.
En 1599, Terumoto hizo un Kishômon (ritual de juramento de sangre) con Ieyasu para prometerse lealtad mutuamente, el contenido del juramento era que tanto Terumoto como Ieyasu "nunca se traicionarían mutuamente y actuarían como si ambos fueran hermanos biológicos".
Terumoto fue nombrado miembro del «Consejo de los Cinco Regentes», creado con la finalidad de que estos gobernaran a la muerte de Hideyoshi y hasta que su hijo Hideyori tuviera la edad suficiente para gobernar. 
Tokugawa Ieyasu, también nombrado uno de los cinco regentes disputó el gobierno para sí mismo, lo que dividió al país en dos grandes facciones que se enfrentaron durante la Batalla de Sekigahara, en la que Terumoto decidió unirse a las fuerzas de Ishida Mitsunari, rival de los Tokugawa, aunque Terumoto no estuvo presente en el campo de batalla debido a que se encontraba en el Castillo Osaka.

### Después de Sekigahara
En agosto de 1614, las tensiones entre el Shogunato Edo y el clan Toyotomi aumentaron debido al problema de la inscripción en la campana de la Sala del Gran Buda del Templo Hokoji. El clan Toyotomi invitó al clan Mōri a unirse a su bando. Sin embargo, Terumoto declinó la invitación. Terumoto, en cambio, prefirió apoyar al shogunato Tokugawa, ya que el 3 de noviembre ordenó a sus vasallos Mōri Motochikazu y Motoyuki Sugimori, quienes estaban a cargo de la ausencia de Mōri Hidemoto, que enviaran la mitad de las tropas al este si Hidemoto les pedía que marcharan para ayudar al shogunato a luchar contra los Toyotomi, mientras que la mitad restante, incluidos Sugimori, Motoyoshi Nishi y Shichirobei Misawa, debían permanecer en Chofu como cuidadores y retirarse a Hagi si ocurría algo que hiciera imposible mantener Chofu.  El 9 de noviembre, Kikkawa Hiroie, daimyo de Iwakuni, provincia de Suō, informó a Motoi Ihara, ayudante de Terumoto, sobre la situación en la región de Kamigata e instó a Terumoto a marchar. Al día siguiente, el 10 de noviembre, Terumoto confió la administración de su provincia natal a Masuda Motoyoshi y Yamada Motomune, y marchó desde Hagi el 11 de noviembre, viajando hacia el este por mar desde Mitajiri, provincia de Suo. Más tarde, cuando Tokugawa Hidetada llegó a Fushimi el 10 de noviembre, Sakai Tadayo, Doi Toshikatsu y Ando Shigenobu, que seguían a Hidetada, solicitaron a Hidenari y Hidemoto en Edo que marcharan, y el clan Mōri se unió al ataque al Castillo de Osaka tanto desde la provincia natal como desde Edo.
Durante el asedio de verano de Osaka, algunos de los antiguos vasallos del clan Mōri, como Naito Motomori (Sano Michika), Karasuda Tsuji, Koda Masatane y Kasai Shigemasa, se unieron al bando de Toyotomi.  Tras el asedio de Osaka y la caída del castillo, Motomori fue arrestado en las afueras de Kioto en mayo. Fue interrogado por Yagyū Munenori, un oficial de Ometsuke a cargo de la investigación, sobre la sospecha de que Motomori había entrado en el castillo de Osaka por orden de Terumoto, pero Motomori afirmó que había entrado en el castillo por iniciativa propia y se suicidó el día 21, lo que provocó que se desestimaran las sospechas contra el clan Mōri.  Después de eso, los hijos de Naito Motomori, Naito Motochika y Awaya Mototoyo, se reunieron con Ieyasu y se les permitió regresar a Japón tras explicarles que no tenían ninguna conexión con Motomori. Sin embargo, Terumoto los obligó a suicidarse y encarceló a Motonobu, el hijo de Naito Motochika.

## Muerte
Finalmente, su comportamiento provocó resentimiento entre algunos de sus vasallos, lo que lo llevó a retirarse.  Fue sucedido por Mōri Hidenari. Terumoto murió el 2 de junio de 1625 (a los 72 años) en Yoshida, provincia de Aki.